# Онтарио (озеро)
Онта́рио (англ. Lake Ontario, фр. Lac Ontario) — озеро на границе США и Канады, самое восточное и наименьшее по площади в системе Великих озёр. С площадью 19 000 км² занимает 13-е место в списке крупнейших озёр мира, восьмой по площади пресноводный водоём Северной Америки.
На Онтарио развито судоходство. Крупные порты на берегах озера — Торонто, Гамильтон, Сент-Катаринс, Кингстон (Канада), Рочестер и Осуиго (США).

## Этимология
Название озера Онтарио, согласно традиционной версии, имеет ирокезское происхождение и обозначает «Сияющие воды» или «Прекрасное озеро». Европейцами это название впервые документально использовано в 1641 году, а в 1656 году уже появилось на картах.

## География

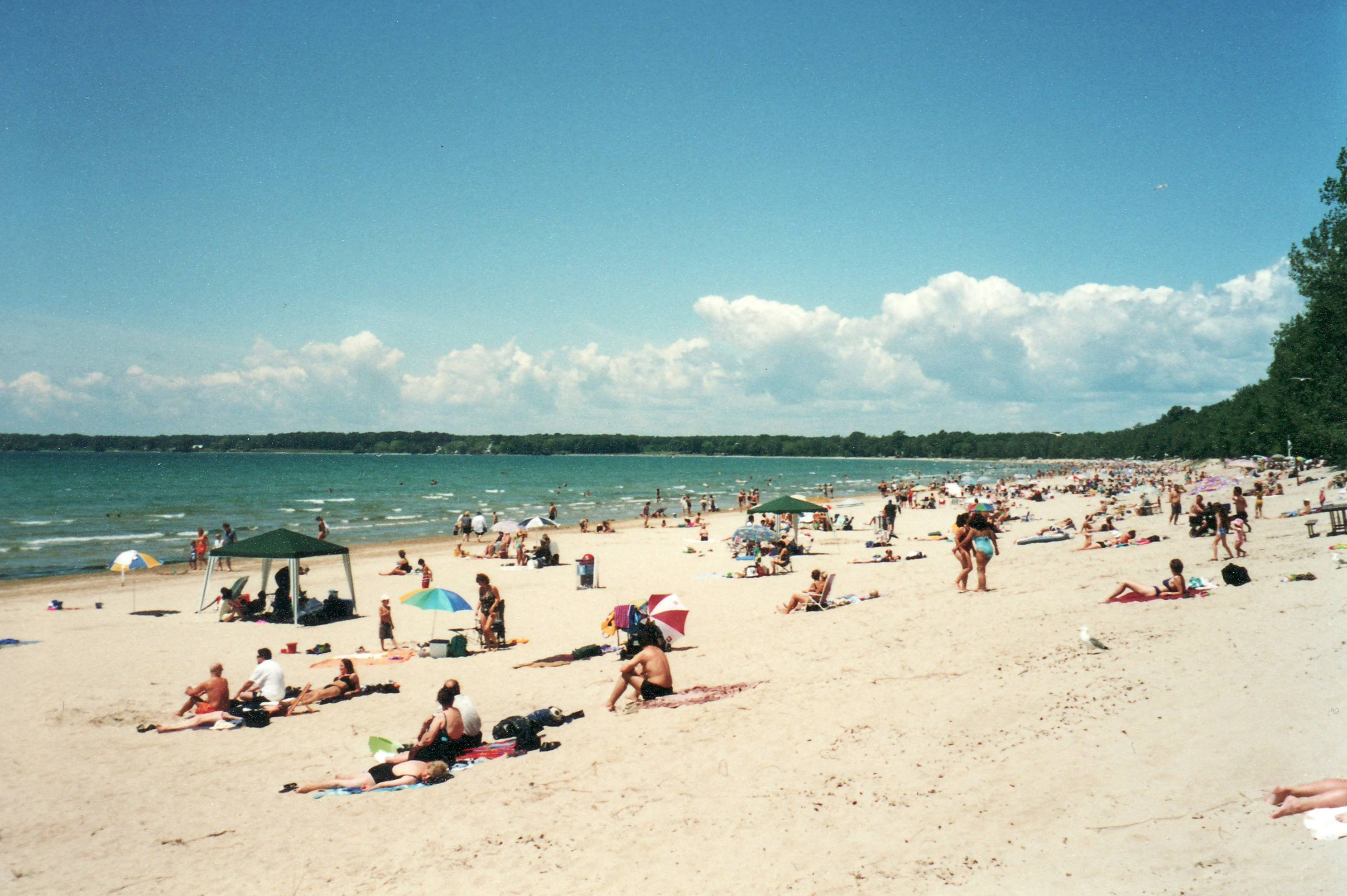

Озеро расположено на границе между одноимённой провинцией Канады на севере и штатом Нью-Йорк (США) на юге. Имеет форму, приближённую к эллипсу, вытянутую с запада на восток. Длина озера по этой оси 311 км, ширина согласно Британской и Канадской энциклопедиям до 85 км (согласно Большой российской энциклопедии — до 90). Площадь составляет около 19 000 км² (самое маленькое по площади из Великих озёр и восьмой по площади пресноводный водоём Северной Америки), длина береговой линии, включая острова, — 1146 км.
Абсолютная высота водного зеркала 74—75 м над уровнем моря. Средняя глубина 86, максимальная — 244 м. Объём при низкой воде составляет 1640 км³ (примерно в четыре раза больше, чем у сопоставимого по площади озера Эри). Период полной смены воды в озере, по данным Агентства по охране окружающей среды США, 6 лет, а согласно Канадской энциклопедии — 8—10 лет.
Основным притоком Онтарио является река Ниагара, несущая воду из верхних Великих озёр. Другие притоки включают реки Дженеси, Осуиго и Блэк, впадающие в озеро с юга, и Трент, впадающую с севера. Площадь водосборного бассейна (не включая площади самого озера) — 64 025 км². Вклад атмосферных осадков в водный баланс Онтарио — наименьший из всех Великих озёр и составляет лишь 7 %. Сток осуществляется через Реку Святого Лаврентия, вытекающую из Онтарио на востоке. В озере существует постоянное поверхностное течение с запада на восток (средняя скорость 8 миль в сутки, у южного берега более высокая). Судоходный Уэллендский канал связывает Онтарио с озером Эри на юго-западе. Через Трентский канал Онтарио сообщается с Джорджиан-Беем в озере Гурон (место соединения у города Трентон, Онтарио). У Кингстона (Онтарио) от озера на северо-восток отходит канал Ридо, соединяющий его с рекой Оттавой. Канал Эри соединяет Онтарио с рекой Гудзон.
Озеро Онтарио занимает впадину в горных породах, сформированную эрозией и движением ледников. В прошлом эта впадина была частью нескольких разных ледниковых озёр, пока современный уровень воды и место стока не сформировались примерно 11 тысяч лет назад. Берега преимущественно представляют собой невысокие утёсы, сложенные из моренных отложений, с узкими пляжами. На юго-востоке Торонто в месте встречи более старых ледниковых и более молодых озёрных отложений образовались утёсы Скарборо высотой до 100 м над уровнем воды. Рядом с Торонто и Гамильтоном на канадской стороне и Мексико-Беем на американской имеются обширные песчаные пляжи. Многочисленные острова на озере включают архипелаг Тысяча островов (в действительности около двух тысяч между американским и канадским берегами, в том числе крупный остров Вулф площадью 124 км²). К акватории озера примыкают озёра Фингер (англ. Finger Lakes — букв. «Озёра-пальцы»), относящиеся к типичным туннельным долинам.
Значительная глубина и массивы тёплого воздуха, вторгающиеся в воздушное пространство над озером в зимний сезон в юго-запада, приводят к тому, что центральная часть озера Онтарио редко замерзает (прибрежные воды замерзают на период с середины декабря до середины апреля). С октября по май вода озера на разных глубинах имеет примерно одинаковую температуру, а с июня по октябрь происходит расслоение на более тёплый поверхностный слой толщиной 10—20 м и более холодную придонную воду. Температура воды на глубинах более 100 м почти всегда ниже 5 °C, верхние слои в августе прогреваются до 24 °C. В июле-сентябре поверхностные слои воды пересыщены кислородом (до 110—150 %, в придонных слоях не ниже 85—90 %).
Для климата в районе Онтарио характерен снежный эффект озера, особенно ярко выраженный в юго-восточной части, где ежегодно выпадает до 600 см снега. Эффект испытывается даже в Сиракьюсе, являющемся одним из самых снежных городов в США.

## Экология
Фитопланктон в озере Онтарио, как и в соседнем Эри, в основном представлен сине-зелёными, зелёными, диатомовыми и динофитовыми водорослями. Среди макрофитов преобладают рогоз, рдест, уруть. Основу зообентоса составляет мотыль (личинки комара-звонца). Среди рыб, обитающих в озере, — светлопёрый судак, кижуч, чавыча и микижа; как и во всех Великих озёрах, в Онтарио водятся корюшка, жёлтый окунь, алозы.
Промышленность в прибрежных городах (см. Хозяйственное значение) служит причиной значительного загрязнения воды. С учётом того, что Онтарио через систему рек получает загрязняющие элементы из других Великих озёр, оно, вероятно, является самым загрязнённым из них.

## Хозяйственное значение
Озеро Онтарио соединено с Атлантическим океаном Морским путём Святого Лаврентия, открытым для прохода крупнотоннажных судов. Вдоль озера расположены несколько значительных портовых городов. Торонто и Гамильтон на канадской стороне и Рочестер на американской представляют собой также промышленные центры; другие порты включают Кингстон, Осуиго и Сент-Катаринс, вместе с Торонто и Гамильтоном образующий так называемую Золотую подкову. В непосредственной близости от канадского побережья озера Онтарио проживает почти четверть населения Канады.
К северу от озера, на канадском берегу, располагаются обширные равнины, превращённые в сельскохозяйственные земли. Плодородная северо-западная часть штата Нью-Йорк южнее озера также представляет собой большую сельскохозяйственную ценность. Климат в районе озера благоприятен для фруктовых деревьев; в этом регионе выращиваются яблоки, груши, вишни, сливы и персики.
Биологическая продуктивность вод озера составляет 5-15 мг С/(м³ час). Годовой вылов рыбы в середине 1970-х и начале 1980-х годов варьировал от 1,1 то 3,5 тысяч тонн.

## История
Исторически территория вокруг озера контролировалась индейским народом гуронов, в противостоянии европейских колониальных держав поддерживавшим англичан. Тем не менее первыми из европейцев у озера в 1615 году побывали французы Этьенн Брюле и Самуэль де Шамплейн.
В конце XVII — начале XVIII веков, в период мира, французы построили у озера ряд фортов, включая возведённый в 1673 году Фронтенак, на месте которого ныне расположен город Кингстон. В дальнейшем в результате Индейско-французских войн контроль над озером перешёл к Англии. Заселение побережья ускорилось после Американской революции, подстегнувшей также развитие торговли в этом регионе. Первой значительной группой поселенцев стали бежавшие от революции лоялисты, обосновавшиеся на северном берегу Онтарио. В ходе Англо-американской войны 1812—1815 годов озеро и его окрестности стали местом широкомасштабных боевых действий.

## Онтарио в культуре
- На озере Онтарио происходит действие романа Джеймса Фенимора Купера «Следопыт»[10], а также его экранизаций.